# Siniuha
Siniuha (biał. Сінюга; ros. Синюга) – wieś na Białorusi, w obwodzie mohylewskim, w rejonie mohylewskim, w sielsowiecie Siemukaczy.
Znajduje się tu przystanek kolejowy Siniuha, położony na linii Osipowicze – Mohylew.